# Muzenpark (Sint-Jans-Molenbeek)
Het Muzenpark (Frans: Parc des Muses) is een park gelegen in de Belgische gemeente Sint-Jans-Molenbeek.
Het park bevat twaalf bomen die geregistreerd staan op de Inventaris van Natuurlijk Erfgoed van het Brussels Hoofdstedelijk Gewest.

## Geschiedenis
Het park, dat toen uit een boerderij, bijgebouwen en groen ruimte bestond, werd in 1922 door de gemeente Molenbeek aangekocht. In 1933 werd het voormalige eigendom Crabbe heringericht met tuinen en een groentheater, waar de lokale toneelgezelschappen gebruik van konden maken. In 1964 werd in het toen nog La Roseraie geheten Muzenpark een Nationaal Monument van de hand van Paul Boedts ter ere van de Brigade Piron opgericht. In 1998 werd er op initiatief van oud-strijders van deze brigade een plaat met een lijst van gesneuvelde brigadeleden aangebracht op dit monument.